# Parnamirim (Rio Grande do Norte)
Parnamirim is een gemeente in de Braziliaanse deelstaat Rio Grande do Norte. De gemeente telt 254.709 inwoners (schatting 2017).

## Aangrenzende gemeenten
De gemeente grenst aan Macaíba, Natal, Nísia Floresta en São José de Mipibu.

## Verkeer en vervoer
De plaats ligt aan de noord-zuidlopende weg BR-101 tussen Touros en São José do Norte. Daarnaast ligt ze aan de weg BR-304.
Bij de plaats ligt de Luchthaven Augusto Severo.